# Flughafen Murcia-San Javier

i8
i11
i13
Die Base Aérea de San Javier (IATA-Code: MJV, ICAO-Code: LELC) ist ein Militärflugplatz der spanischen Luftstreitkräfte in der Provinz Murcia im Südosten der Iberischen Halbinsel.
Zwischen 1995 und Januar 2019 wurde er parallel für den zivilen Luftverkehr als Flughafen Murcia–San Javier (spanisch Aeropuerto de Murcia-San Javier) als internationaler Verkehrsflughafen mitgenutzt.

## Geschichte
Die Entstehung geht auf den dort seit 1929 bestehenden Militärflugplatz San Javier zurück, der 1995 für eine zusätzliche zivile Nutzung ausgebaut wurde. Mit der Eröffnung des neuen, 30 Kilometer westlich gelegenen internationalen Verkehrsflughafens Aeropuerto Internacional de la Región de Murcia am 15. Januar 2019 wurde der internationale Aeropuerto de Murcia-San Javier für den zivilen Luftverkehr gesperrt und dient seither nur noch militärischen Zwecken unter der Flugplatzbezeichnung Base Aérea de San Javier. Der Flugplatz liegt im Ortsteil Santiago de la Ribera der Stadt San Javier direkt an der Lagune Mar Menor des Mittelmeeres, 36 Kilometer südöstlich des Stadtzentrums von Murcia.

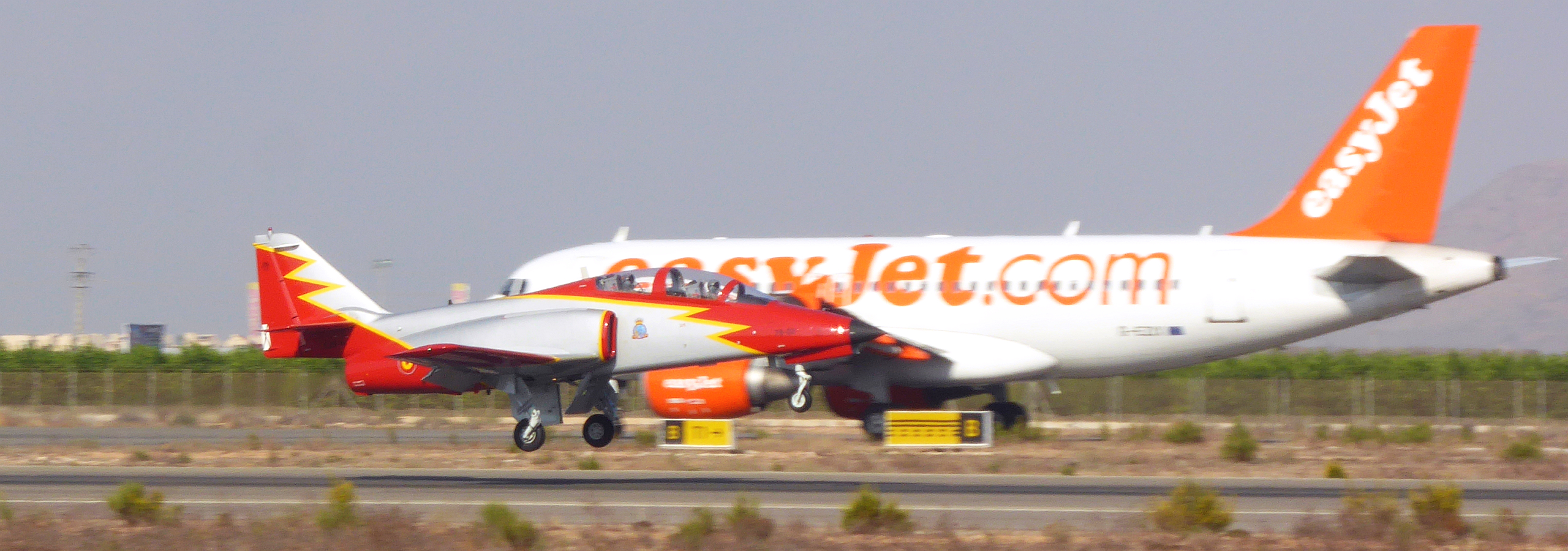
Militärischer und ziviler Betrieb parallel bis 2019 (hier Landeanflug einer militärischen CASA C-101 und im Hintergrund auf dem Taxiway ein ziviler Airbus A319)

Der neue Flughafen Aeropuerto Internacional de la Región de Murcia wurde für die zivile Luftverkehrserschließung der Region Murcia - Cartagena geplant und bis 2012 gebaut, jedoch erst im Jahr 2019 für den Luftverkehr geöffnet. Er befindet sich 30 Kilometer südlich von Murcia und ebenfalls 30 Kilometer entfernt von Cartagena in nördlicher Richtung. Die Adresse lautet Avenida de España 101 30154 Valladolises y Lo Jurado, 30154 Murcia, Spanien.

## Heutige Nutzung
Der Militärflugplatz ist eine Schulbasis und Heimat des Ala 79 (span.: Flügel, hier: Geschwader) mit drei fliegenden Staffeln
- Escuadrón 791 mit dem Auftrag der Elementarschulung
- Escuadrón 793 mit dem Auftrag der Basisschulung
- Escuadrón 794, besser als Kunstflugstaffel Patrulla Águila bekannt, die Strahltriebflugzeuge vom Typ CASA C-101 verwendet.

Der Flugplatz dient auch seit Jahren als Übungsplatz für Anflug- und Überflugübungen sowie für Durchstartmanöver mit dem Eurofighter Typhoon, ein Flugzeugtyp der allerdings nicht in San Javier stationiert ist. Ferner befindet sich die Academia General del Aire auf dem Gelände.

## Flughafenanlagen

### Start- und Landebahnen
Der Flughafen Murcia–San Javier verfügt über zwei Start- und Landebahnen. Die längere Start- und Landebahn 05R/23L ist 2.320 Meter lang und 45 Meter breit. Die parallele Start- und Landebahn 05L/23R ist 1.577 Meter lang und 45 Meter breit. Beide Start- und Landebahnen sind mit einem Belag aus Asphalt ausgestattet.

### Passagierterminal
Das Passagierterminal des Flughafens hatte eine Kapazität von 1,5 Millionen Passagieren pro Jahr. Es war mit sechs Flugsteigen ausgestattet.

## Fluggesellschaften und Ziele
Seit 1995 ist der Flughafen Murcia-San Javier bis zur Schließung des zivilen Luftverkehrs im Wesentlichen von acht verschiedenen Fluggesellschaften genutzt worden, diese boten Flüge zu 20 verschiedenen Zielen an. Die wichtigsten Fluggesellschaften waren die spanische Air Nostrum Iberia Regional als Regional-Partner von Iberia und die ausländischen Gesellschaften Ryanair, easyJet, JetairFly (TUI) und Jet2.com; zusammen mit Saison-abhängigen Touristik-Fluggesellschaften und sogenannten Billigfluggesellschaften ergab sich für diese Gesellschaften im Jahr 2017 bei der Passagierbeförderung ein Marktanteil von 92 Prozent.
Bis Mitte Januar 2019 erfolgte der Umzug der zivilen Einrichtungen und der Fluggesellschaften zum internationalen Verkehrsflughafen Región de Murcia International Airport, sodass der internationale Flughafen Murcia-San Javier anschließend weder kommerziell genutzt, noch unter diesem Namen weiter geführt wird.

## Galerie

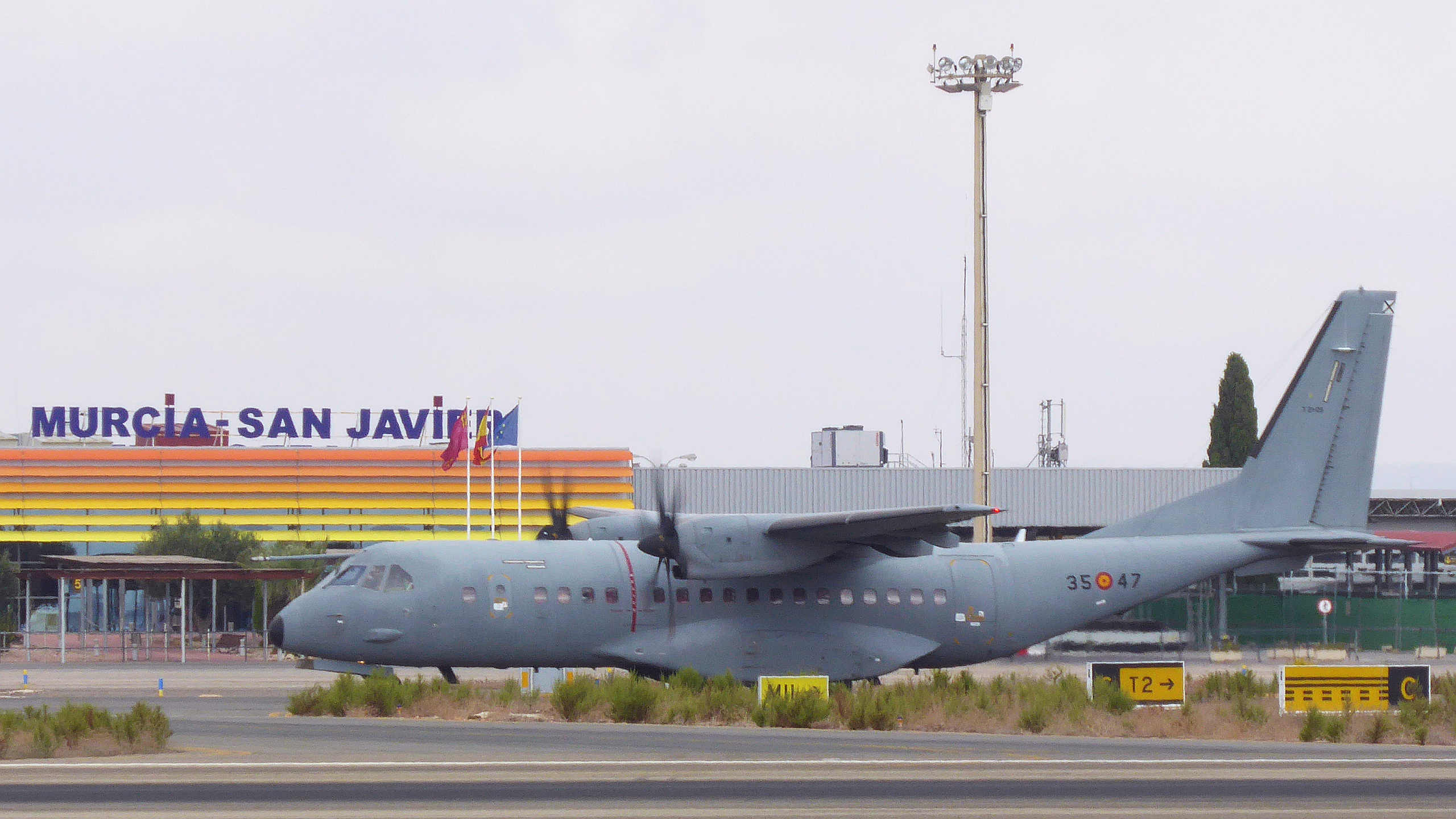
Militärische CASA C-295M auf Taxiway unterwegs zum Start

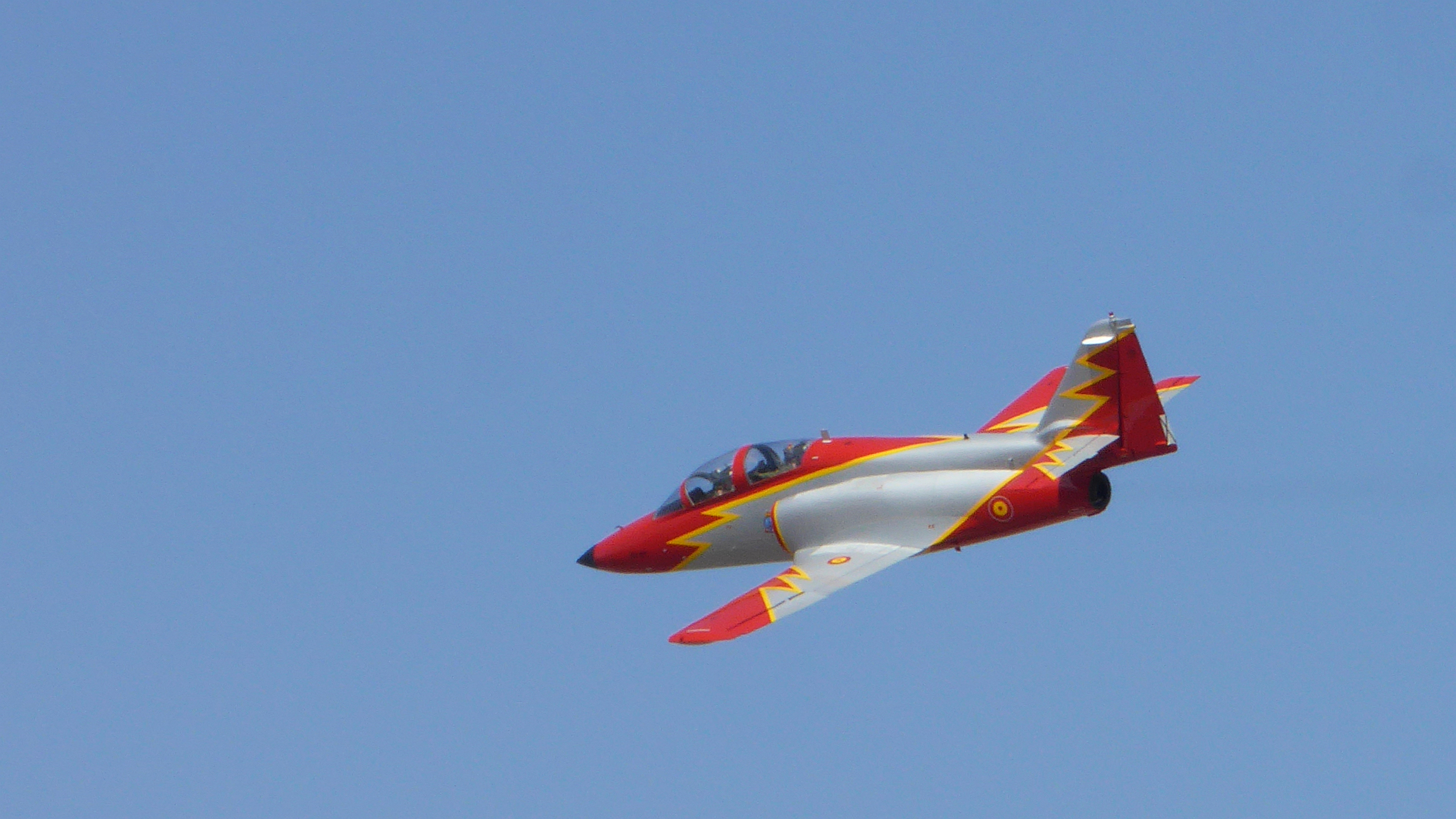
CASA C-101 der Patrulla Águila Übungsflug über dem Flugplatz

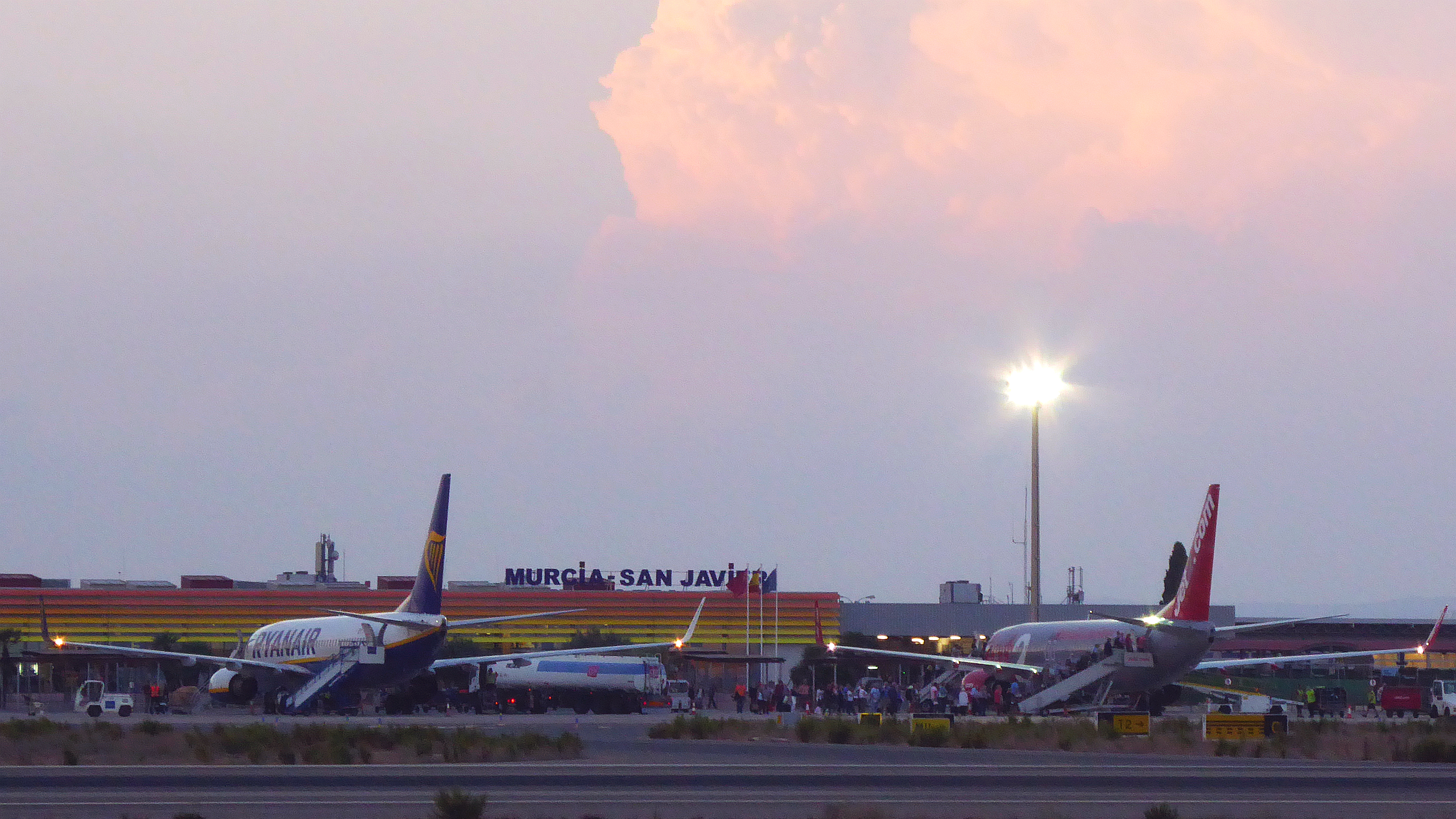
Time to switch off the lights.
Im Januar 2019 erfolgte der letzte zivile Flug vom Flughafen Murcia-San Javier durch Ryanair nach Manchester

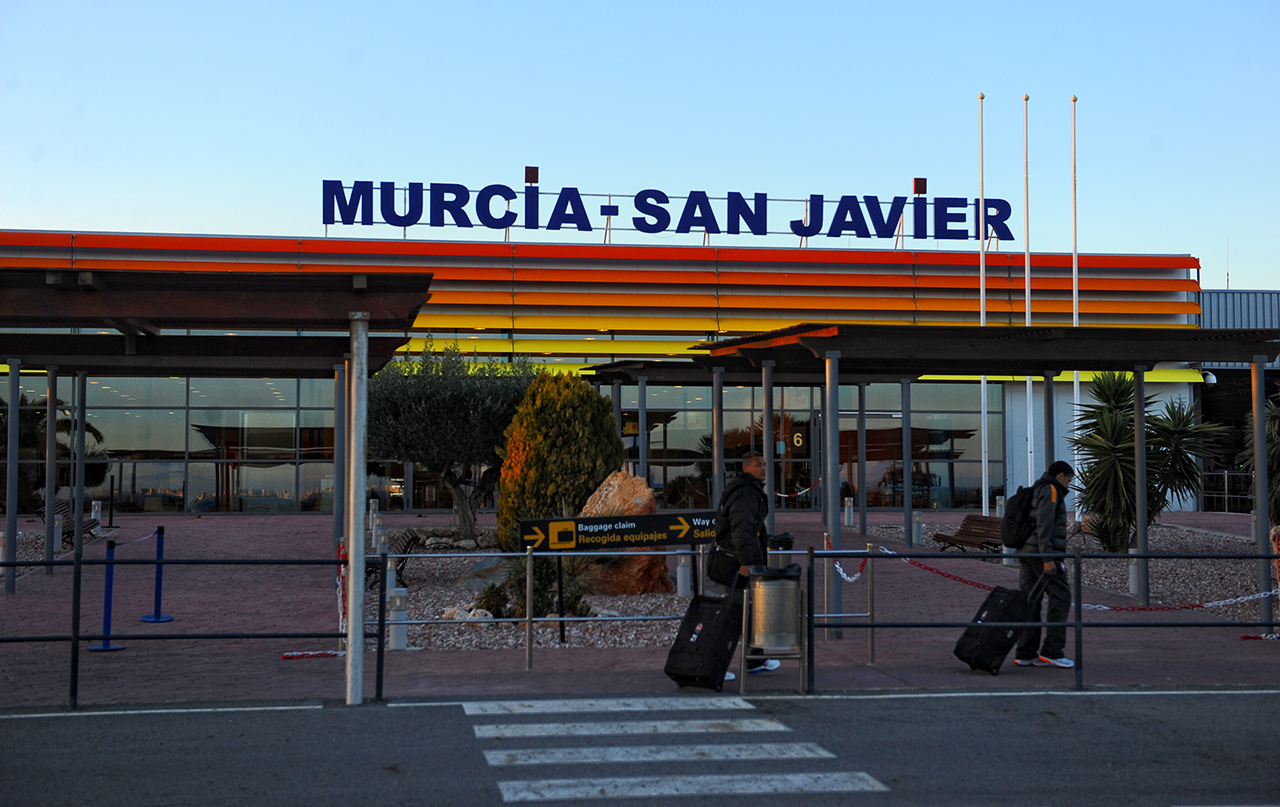
Seit 15. Januar 2019 für den zivilen Luftverkehr geschlossener Flughafen Murcia-San Javier

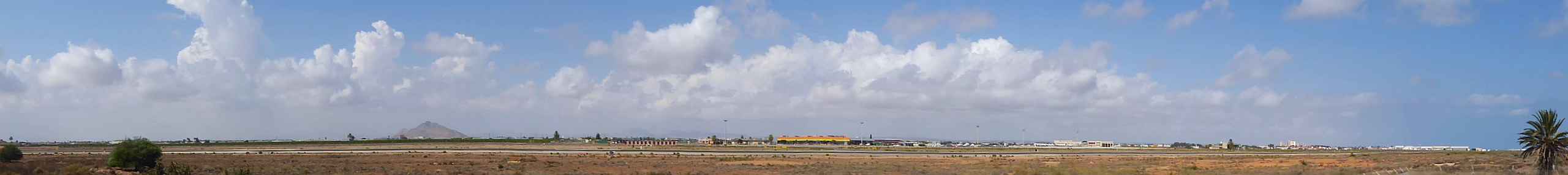
Flughafen-Panorama mit der 2350 m langen Runway im Vordergrund und dem ehemaligen zivilen Airport in der Mitte daneben Feuerwehr, ganz rechts die militärischen Einrichtungen am Flugplatz

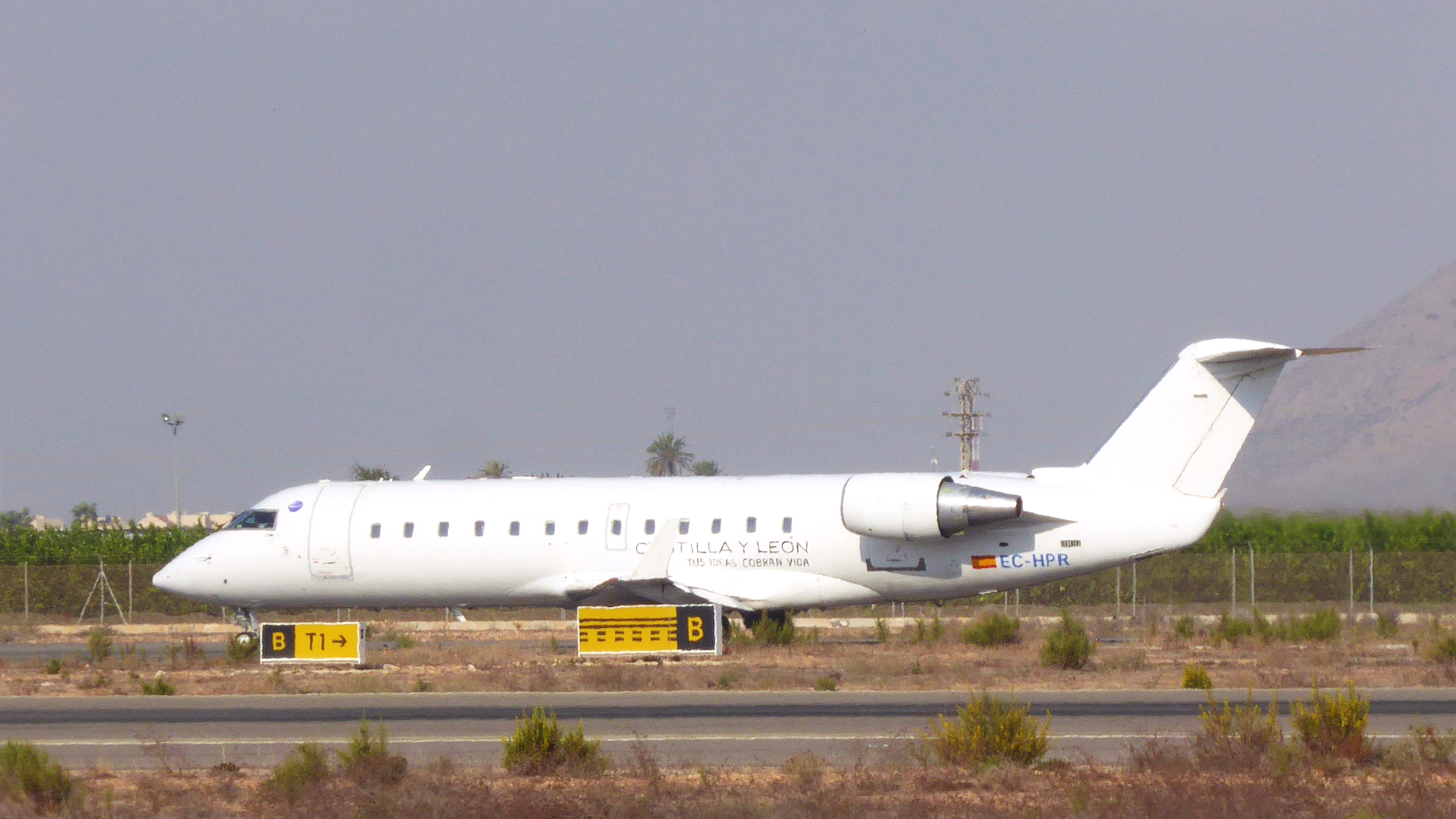
Spanische Air Nostrum Iberia Regional in San Javier mit CRJ200
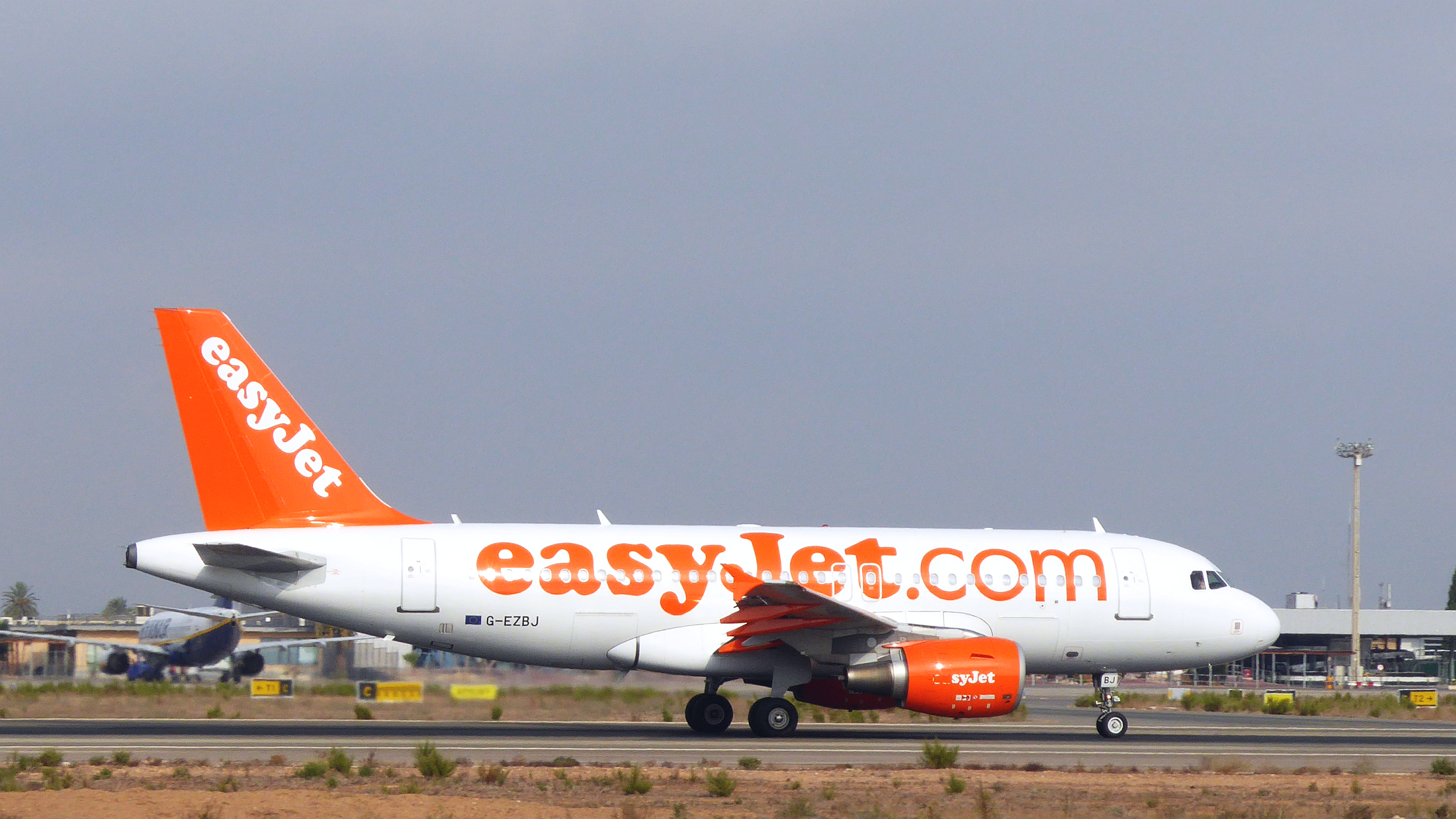
Britische easyJet in San Javier mit Airbus A319
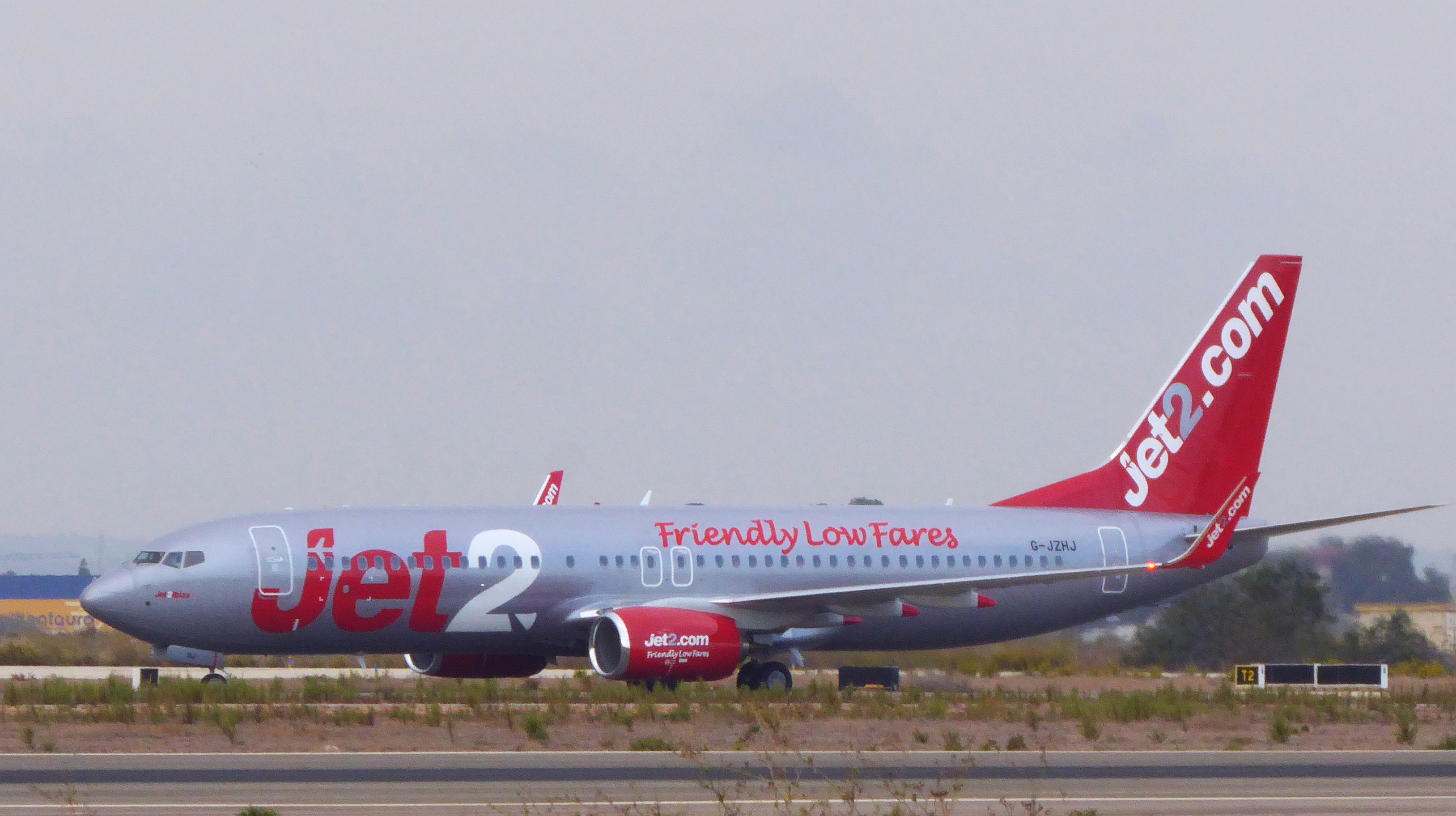
Britische Jet2.com in San Javier mit Boeing 737-800
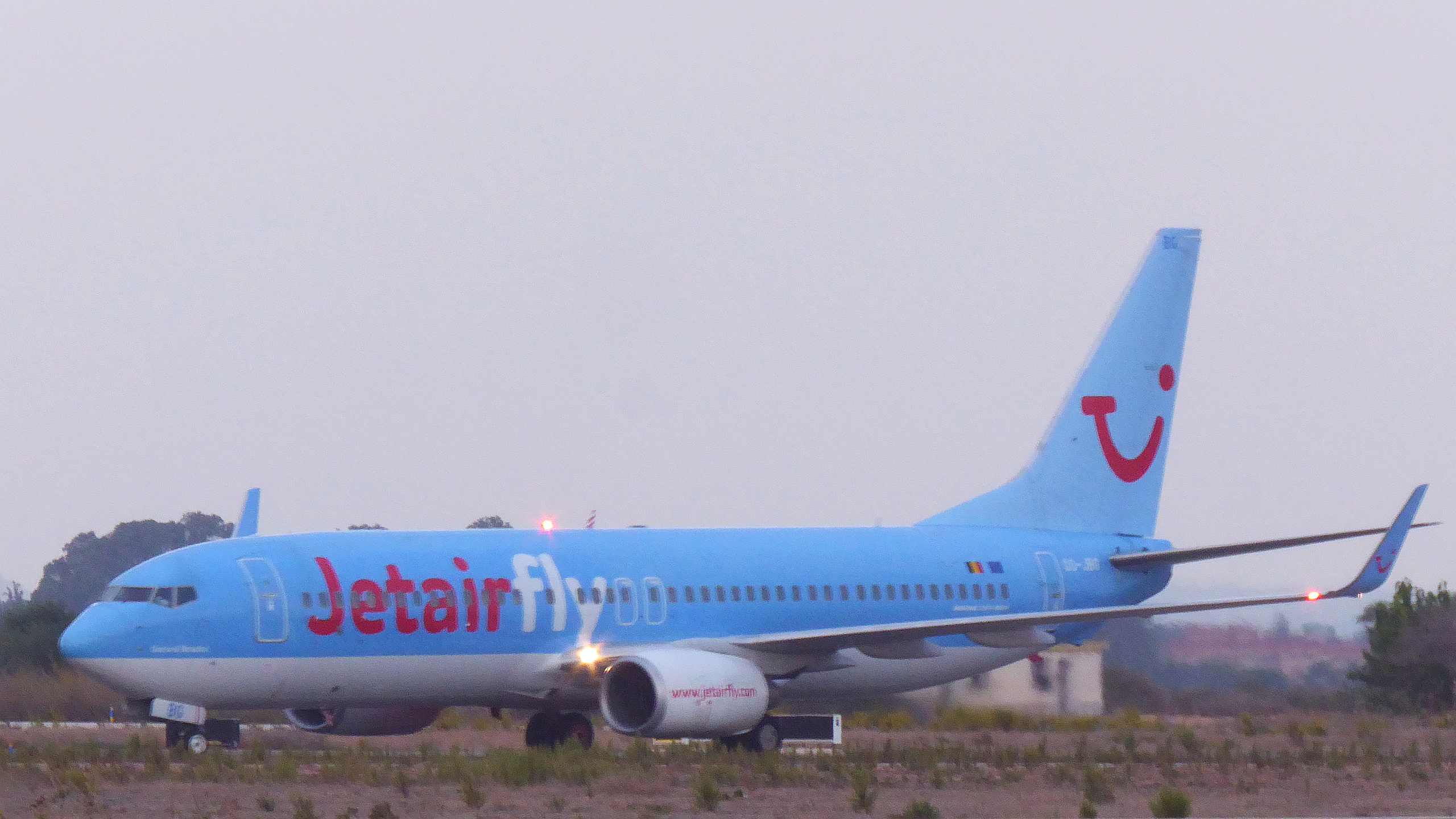
Belgische Jetairfly in San Javier mit Boeing 737-800
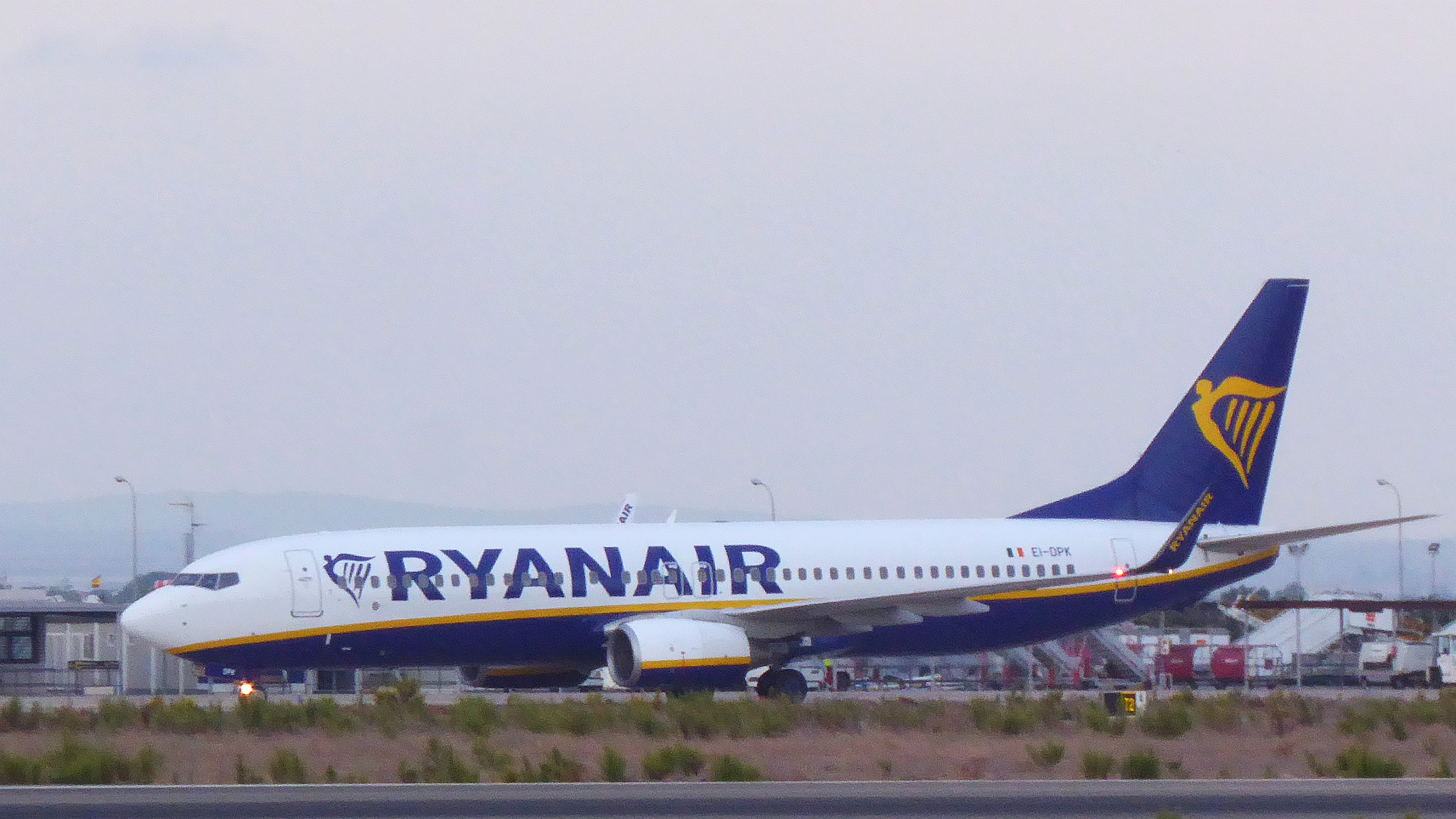
Irische Ryanair in San Javier mit Boeing 737-800

## Frühere Verkehrszahlen
| Jahr | Fluggastaufkommen | Luftfracht (Tonnen) | Flugbewegungen |
| ---- | ----------------- | ------------------- | -------------- |
| 2019 | 21.563            | 0,000               | 222            |
| 2018 | 1.273.774         | 0,085               | 9.179          |
| 2017 | 1.196.587         | 0,170               | 8.616          |
| 2016 | 1.097.048         | 0,040               | 8.273          |
| 2015 | 1.067.668         | 0,550               | 8.545          |
| 2014 | 1.095.471         | 0,382               | 9.081          |
| 2013 | 1.140.813         | 0,090               | 10.032         |
| 2012 | 1.181.782         | 0,175               | 11.579         |
| 2011 | 1.262.597         | 1,465               | 12.712         |
| 2010 | 1.349.579         | 2,584               | 13.477         |
| 2009 | 1.630.684         | 8,578               | 15.900         |
| 2008 | 1.876.255         | 2,730               | 19.339         |
| 2007 | 2.002.949         | 1,728               | 20.104         |
| 2006 | 1.646.129         | 6,921               | 18.141         |
| 2005 | 1.416.537         | 4,832               | 16.937         |
| 2004 | 848.427           | 19,101              | 12.003         |
| 2003 | 556.927           | 74,442              | 9.892          |
| 2002 | 313.311           | 7,678               | 15.108         |
| 2001 | 217.306           | 21,067              | 6.463          |
| 2000 | 156.542           | 48,759              | 5.677          |